# Flammulina velutipes
Flammulina velutipes, también conocida como enoki (エノキ en japonés) o seta de aguja de oro (金針菇 en chino), es una familia de setas blancas alargadas y finas populares en varias gastronomías asiáticas (tales como la china, japonesa y coreana). Estas setas pertenecen al género Flammulina. Las variedades silvestres se distinguen en color, textura y grosor y se les denomina "setas de invierno", "pie de terciopelo" o "tallo de terciopelo".
La seta se puede adquirir natural o enlatada. Se suelen utilizar para la preparación de sopas, aunque también se pueden encontrar en ensaladas y otros platos. Tienen una textura crujiente y se pueden conservar en el frigorífico hasta una semana. Los expertos recomiendan enokis frescos de sombrero firme blanco y brillante, y deben evitarse aquellos con un tallo mucoso o marrón.

## Características
La seta suele crecer en troncos del árbol Celtis sinensis, denominado enoki en Japón, aunque también pueden encontrarse en otros árboles como morera y caqui. La diferencia en la apariencia de las setas silvestres y cultivadas es notoria. Las setas cultivadas no están expuestas a la luz, resultando en un color blanco, mientras que las silvestres suelen tener un color marrón oscuro. Las setas cultivadas crecen en un entorno de alta concentración de CO2 para producir tallos finos y largos, mientras que las setas salvajes son más cortas y con un tallo más grueso.
La variedad que se encuentra en los supermercados es siempre la cultivada, normalmente en una botella de plástico o en una bolsa de vinilo durante 30 días a 15 °C y una humedad del 70%, en un sustrato de aserrín o panocha de maíz, además de otros ingredientes. Más tarde, la seta crece durante otros 30 días en un entorno más frío pero más húmedo. El crecimiento está restringido a un papel de forma cónica para obligar a la seta a crecer de forma fina y alargada. Las setas de los supermercados a menudo tienen muestras de la botella alrededor de la base.
La seta es muy sencilla de cultivar y ha crecido en Japón durante más de 300 años, al comienzo en madera y más tarde en botellas.
En América del Norte se puede encontrar una especie relacionada, Flammulina populicola, la cual también se cultiva.

## Denominaciones
El término, enokitake （en japonés：榎茸、エノキタケ）, enokidake （japonés：榎茸、エノキダケ）, o enoki （en japonés：榎、エノキ） deriva del japonés. En chino, la seta se denomina jīnzhēngū (金針菇) o jīngū (金菇). En coreano se denomina paengi beoseot (팽이버섯) y en vietnamita kim châm o trâm vàng.

## Propiedades medicinales del enokitake
Las setas enokitake poseen antioxidantes al igual que la ergotioneina.
Estudios de la Universidad Nacional de Singapur publicados por primera vez en 2005 confirmaron que el tallo de esta seta contiene una gran cantidad de proteínas, denominadas Five, que ayuda a regular el sistema de inmunidad. Ensayos en animales indicaron posibles usos en vacunas e inmunología de tumores.
También contiene flammutoxin, una proteína citólica y cardiotóxica que posiblemente apenas puede absorberse de forma oral.

## Galería

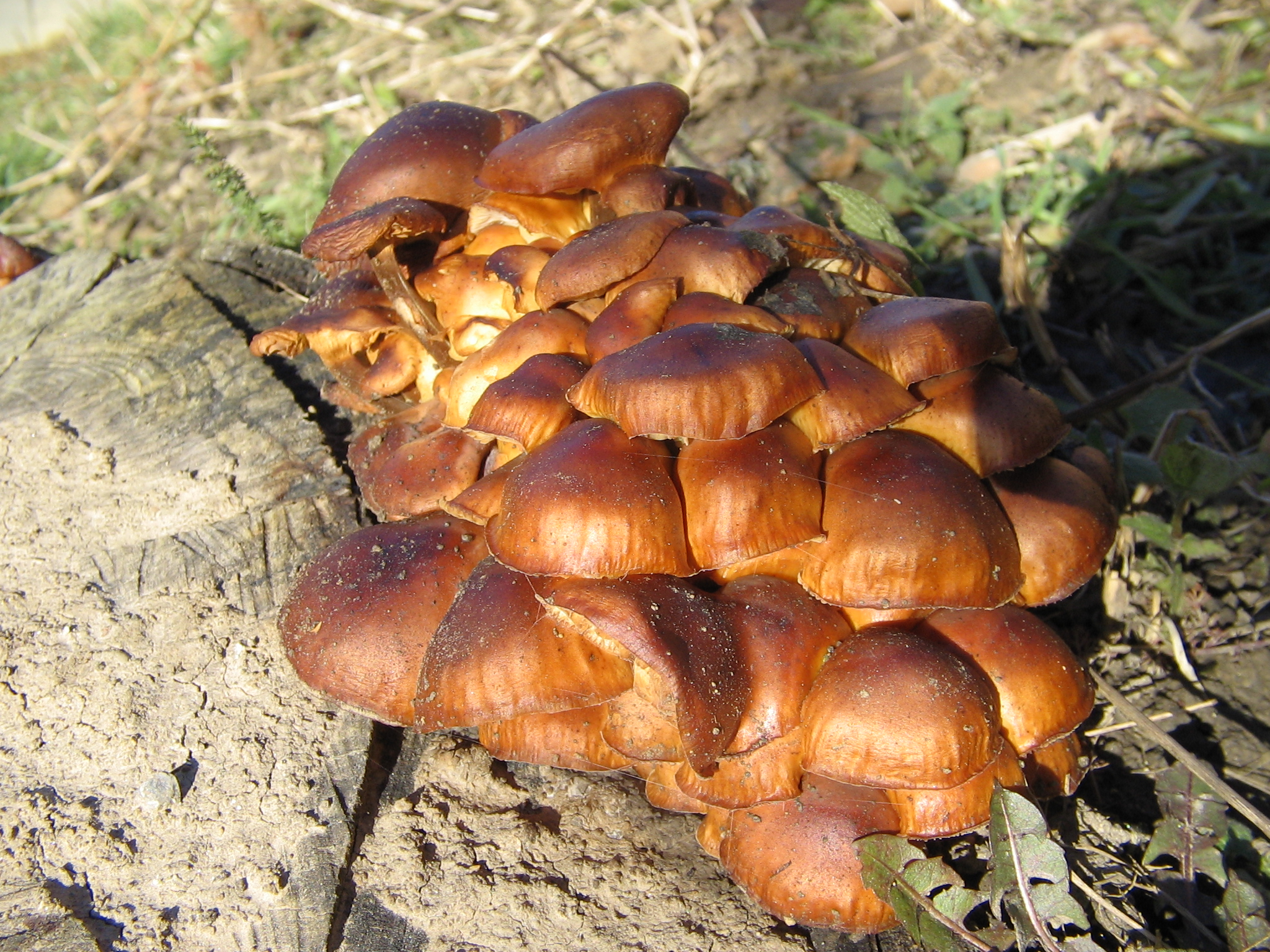
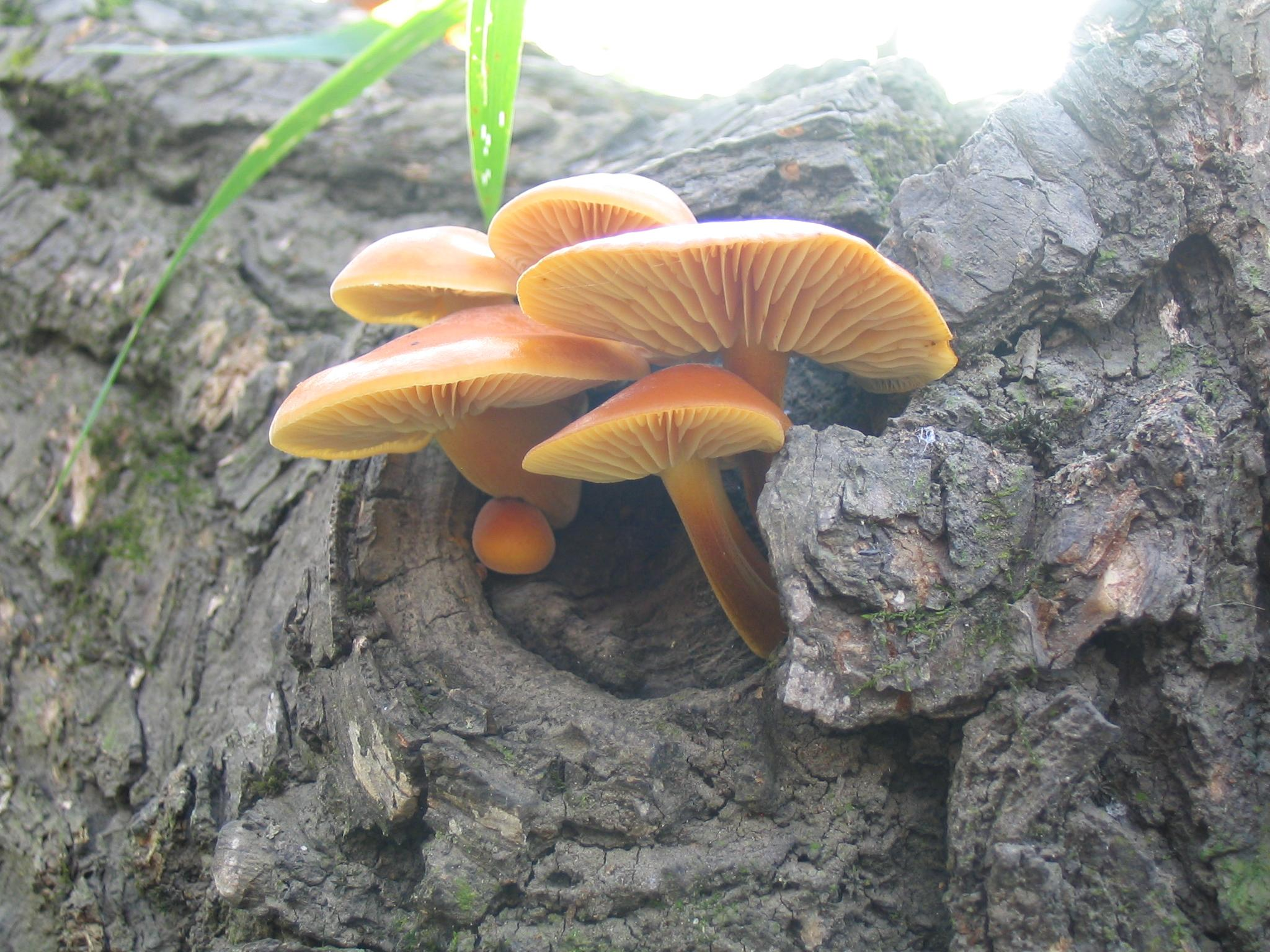
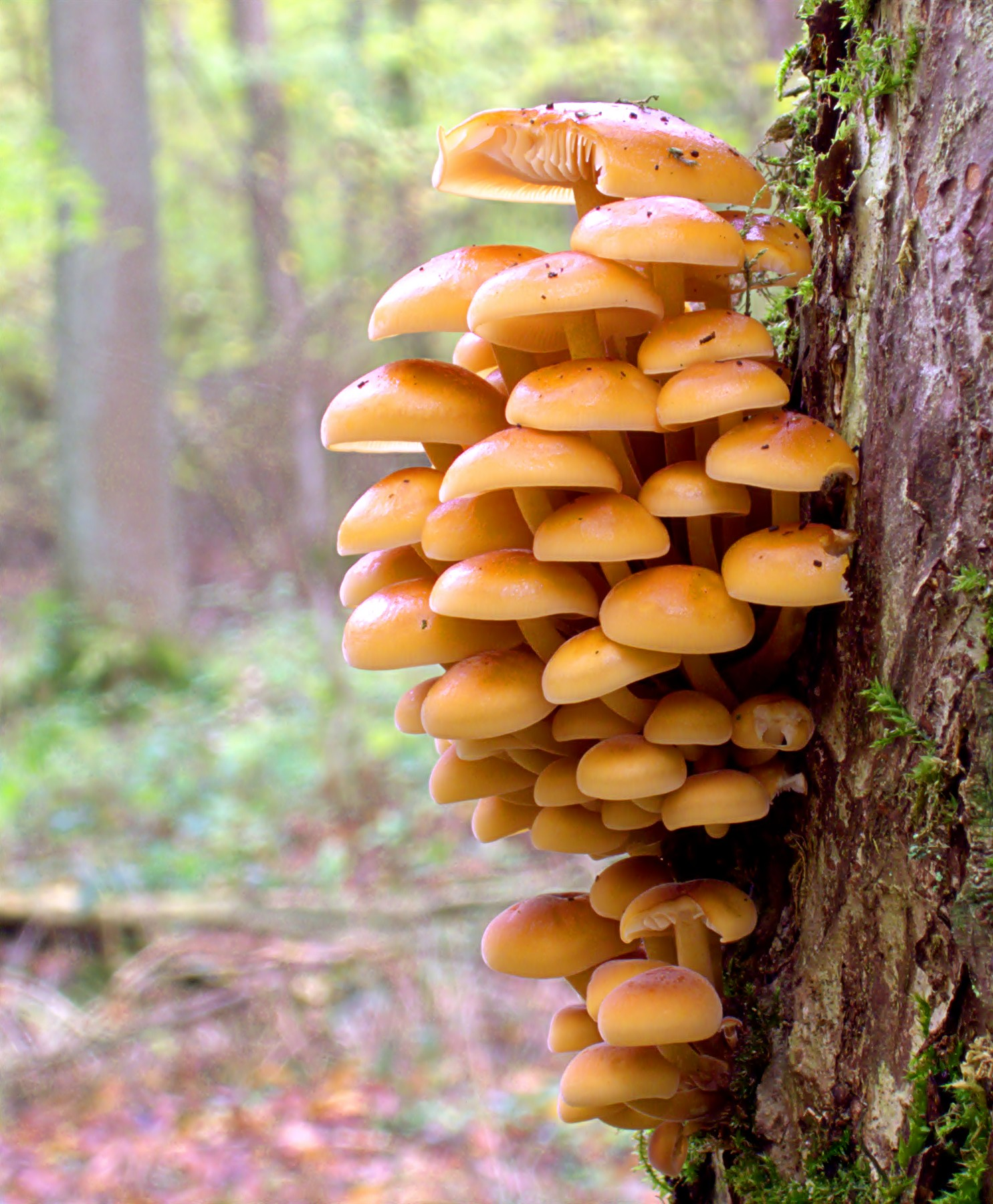
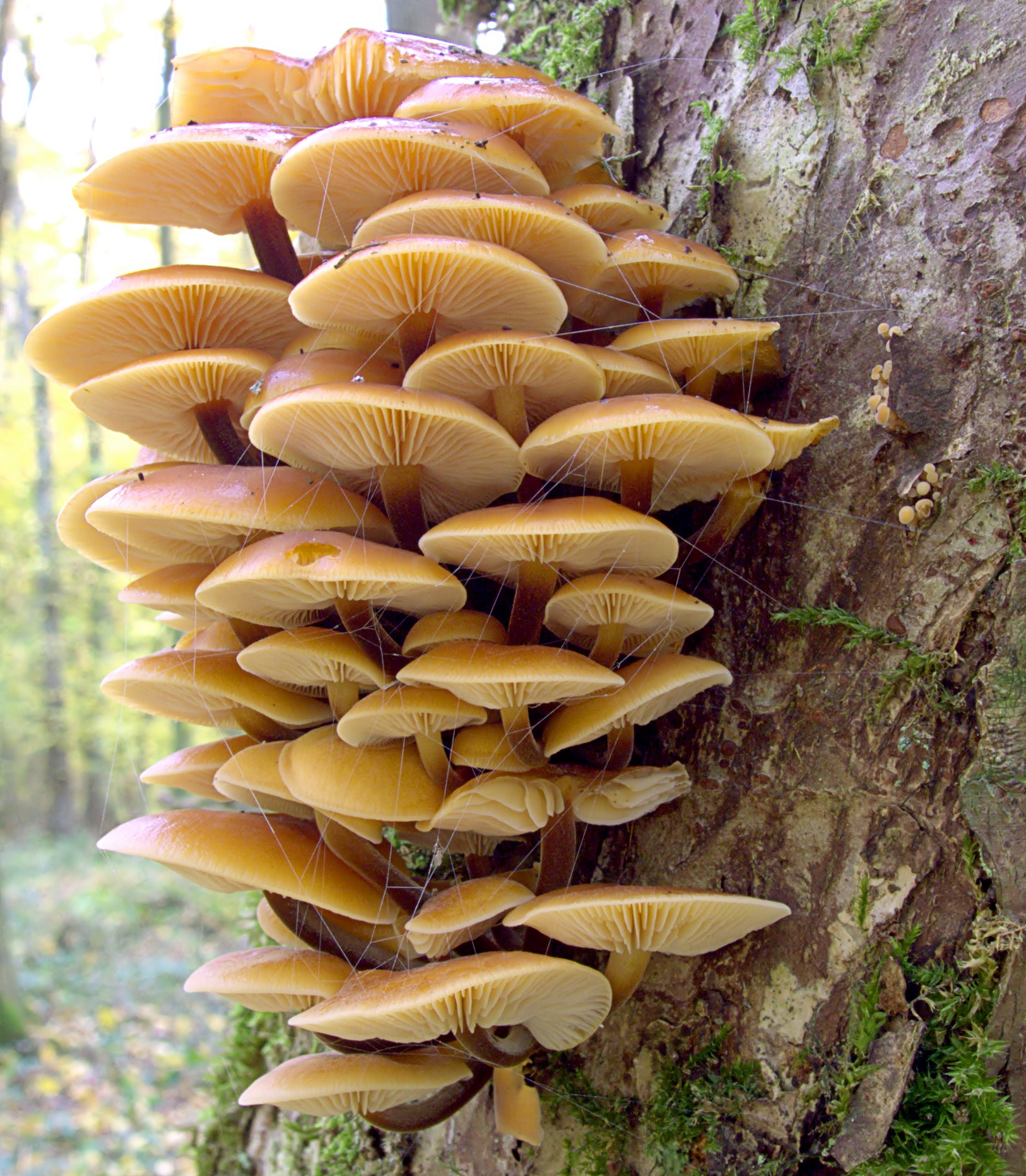
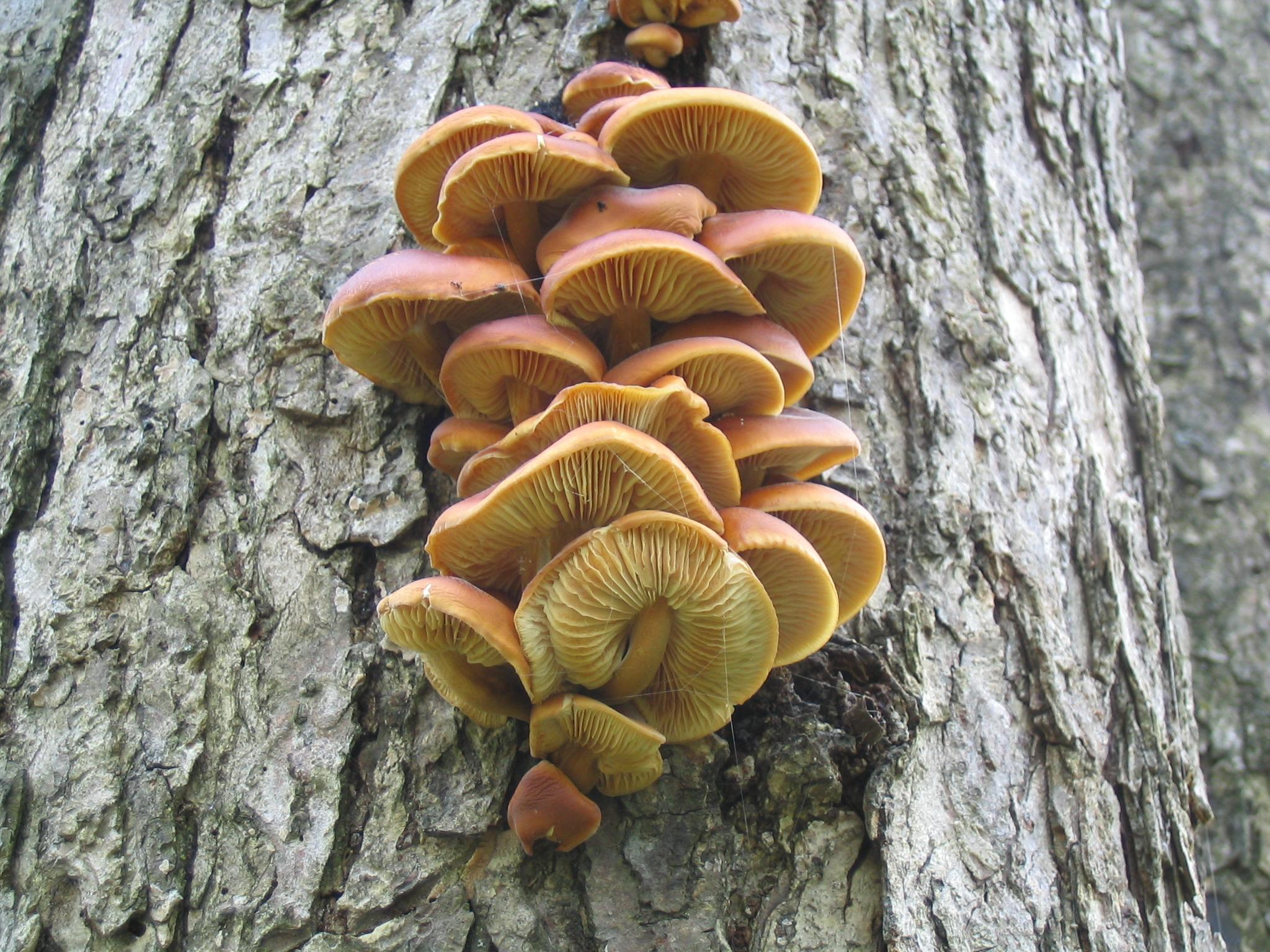
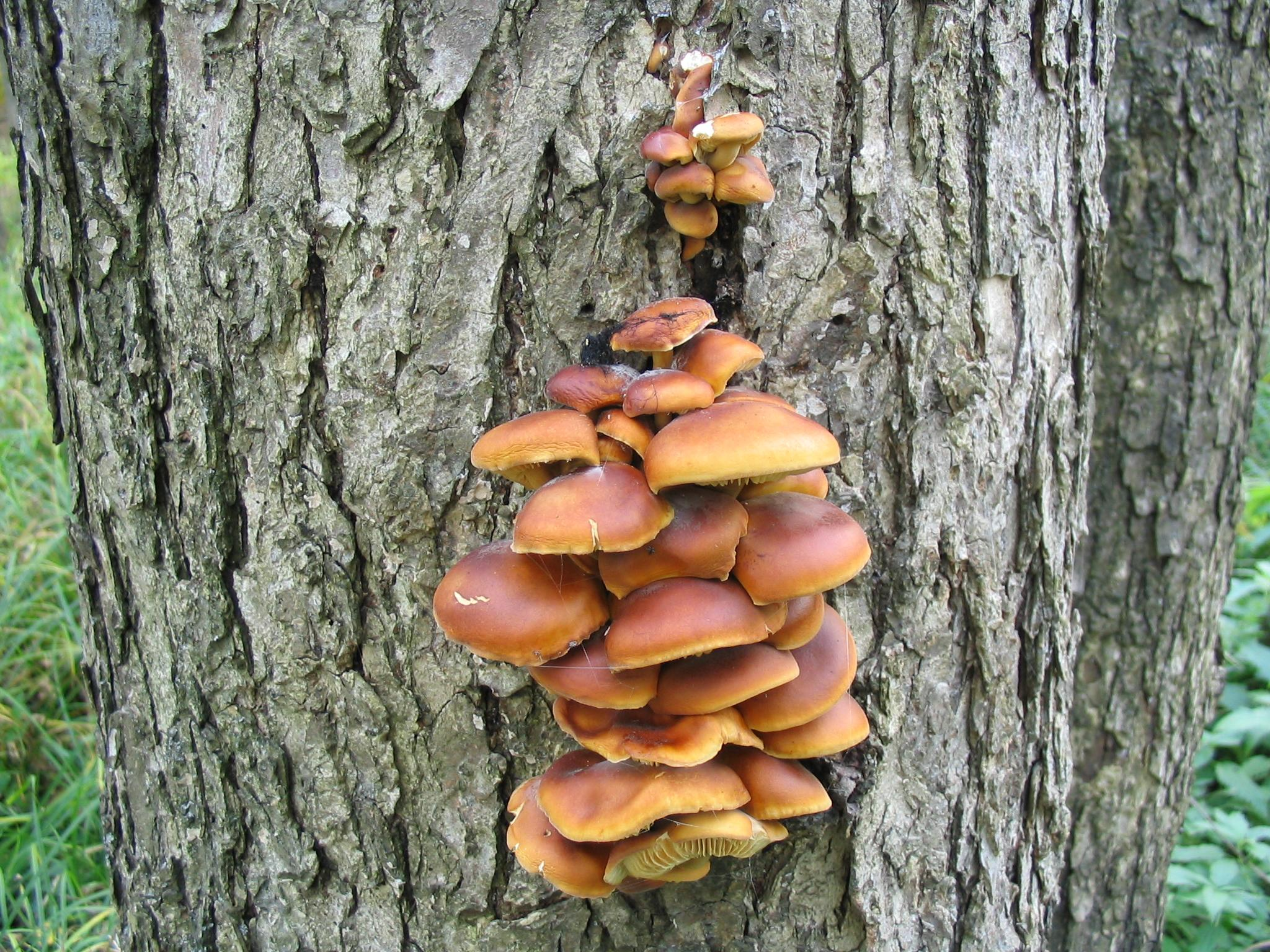
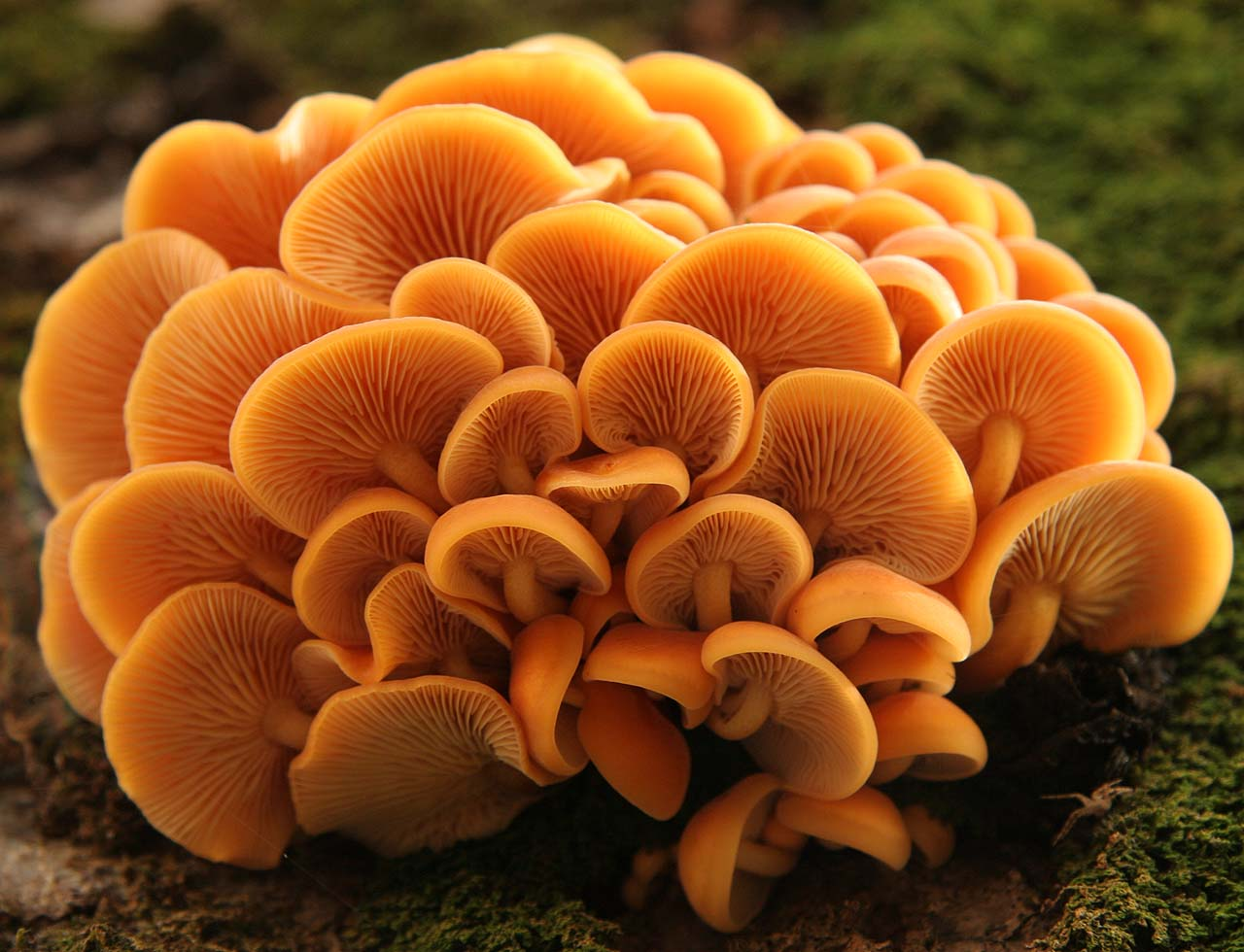
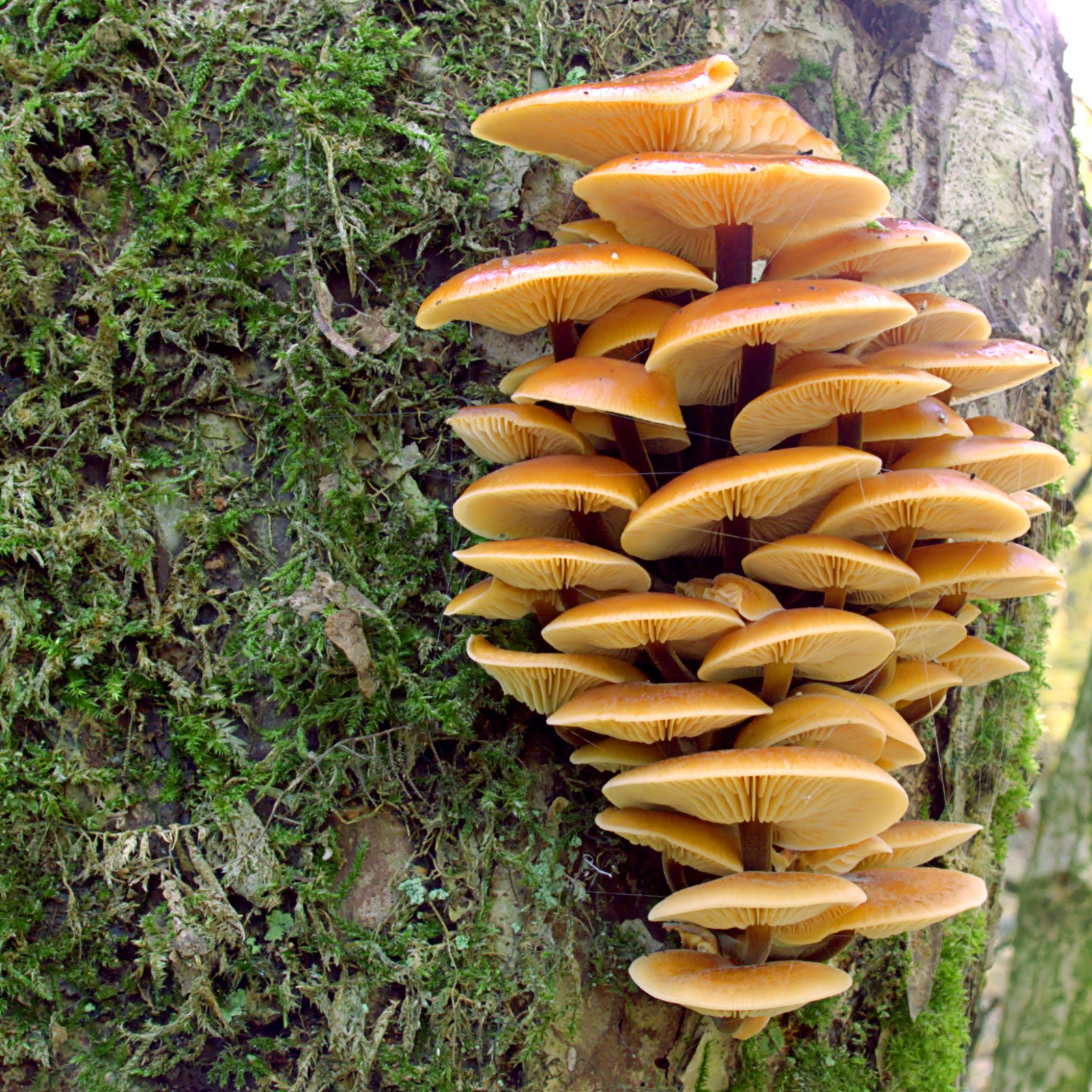
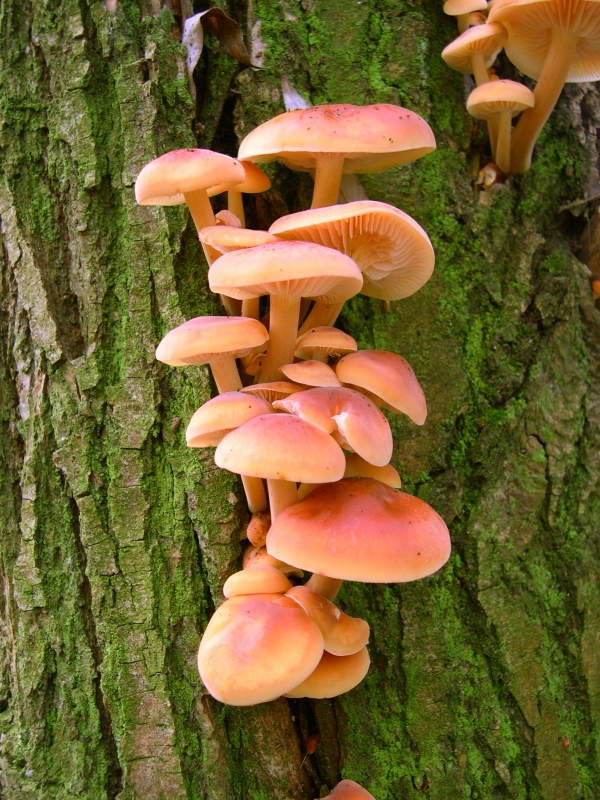
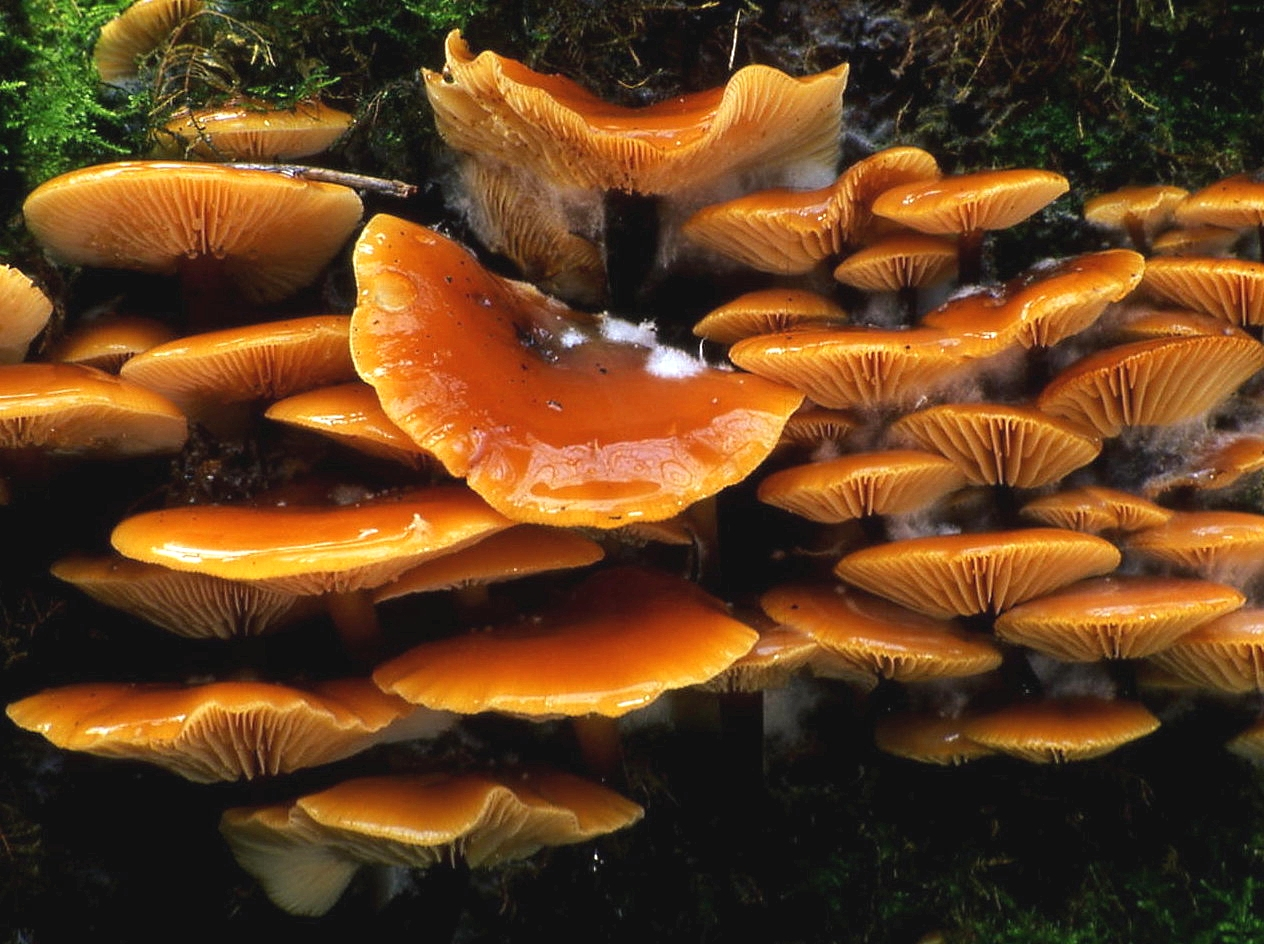